# Carlo Novelli
Carlo Novelli (Firenze, 1º aprile 1935 – Ferrara, 4 giugno 2014) è stato un calciatore italiano, di ruolo attaccante o centrocampista.

## Biografia
Ha un fratello di cinque anni più giovane, anch'egli calciatore, Alberto Novelli, conosciuto come Novelli II e che, come Carlo, giocò a livello professionistico.
Conclusa l'attività calcistica, si stabilisce a Ferrara dove intraprende e sviluppa un'attività imprenditoriale nel settore dolciario, dedita alla fabbricazione di prodotti per gelateria e pasticceria ed alla commercializzazione dei macchinari produttivi.
Malato da alcuni anni, è morto nel 2014, all'età di 79 anni  a Ferrara..

## Caratteristiche tecniche
Era un'ala sinistra.

## Carriera

Novelli (accosciato, primo da destra) con gli spallini nel 1960-1961

Cresciuto nella Fiorentina, dopo una stagione in prestito al Prato passa alla Sestese e viene segnalato a Paolo Mazza da Aldo Biagiotti. Esordisce nella SPAL in Serie A il 2 ottobre 1955. Nel 1957 passa al Napoli assieme a Beniamino Di Giacomo.
Nel 1959 torna alla SPAL dietro una contropartita economica. A Ferrara Novelli, pur perdendo progressivamente il posto da titolare, rimane sino al 1965, anno dell ritorno in Serie A dopo la retrocessione della stagione precedente, per poi essere ceduto alla Sampdoria, con la quale disputa il suo ultimo campionato di Serie A, senza riuscire a evitarne la retrocessione in Serie B.
Nel novembre 1966 torna a giocare nel campionato cadetto con l'Arezzo, chiamato dall'allora allenatore amaranto Cesare Meucci, dove mette a segno le sue ultime 4 reti nei tornei professionistici. Approda, quindi, fra i dilettanti dove continua a giocare oltre i 40 anni d'età. Novelli I ha disputato in tutto 213 partite in Serie A segnando 42 reti, e 28 incontri in Serie B con 7 reti all'attivo.